# San Esteban, Tamaulipas
San Esteban är en ort i Mexiko.   Den ligger i kommunen Aldama och delstaten Tamaulipas, i den östra delen av landet, 400 km norr om huvudstaden Mexico City. San Esteban ligger 139 meter över havet och antalet invånare är 191.
Terrängen runt San Esteban är kuperad åt nordväst, men åt sydost är den platt. Terrängen runt San Esteban sluttar söderut. Runt San Esteban är det mycket glesbefolkat, med 7 invånare per kvadratkilometer. Närmaste större samhälle är Aldama, 8,4 km väster om San Esteban. Trakten runt San Esteban består till största delen av jordbruksmark.